# Ligia vitiensis
Ligia vitiensis là một loài chân đều trong họ Ligiidae. Loài này được Dana miêu tả khoa học năm 1853.